# Lichanothrips pastinus
Lichanothrips pastinus (лат.) — вид мелких трипсов рода Lichanothrips из семейства Phlaeothripidae. Впервые описан в 2004 году энтомологами Лоренсом Моундом (Laurence Alfred Mound, CSIRO Ecosystems Sciences, Канберра, Австралия), Бернардом Креспи (Crespi Bernard J., Behavioural Ecology Research Group, Department of Biosciences, Simon Fraser University, Burnaby, Канада) и Дэвидом Моррисом (Morris David C.; Department of Botany and Zoology, Australian National University, Канберра).

## Ареал
Австралия: штат Квинсленд, Северные Территории, Южная Австралия. Обнаружены на растениях таких видов как Acacia cambagei, Acacia georginae.